# DeeJay Kriel
DeeJay Kriel est un boxeur sud-africain né le 20 juin 1995 à Johannesbourg.

## Carrière
Passé professionnel en 2014, il devient champion du monde des poids pailles IBF le 16 février 2019 en battant par KO au 12e round le mexicain Carlos Licona à Los Angeles. Kriel laisse son titre vacant le 4 juillet 2019.